# Mark Feldman
Pour les articles homonymes, voir Feldman.
Mark Feldman est un violoniste de jazz américain, né en 1955 à Chicago, Illinois, États-Unis. 

Il possède une formation classique mais est surtout connu comme musicien improvisateur, familier des milieux jazz et avant-garde. Il est un collaborateur régulier de John Zorn.

## Biographie
Dans sa jeunesse à Chicago, il a joué avec le Civic Orchestra of Chicago. Il a suivi des leçons avec le saxophoniste joe Daley. À 25 ans, il quitte Chicago pour Nashville, Tennessee, où il accompagne les chanteurs country et western Loretta Lynn et Ray Price. À Nashville, il apparaît sur plus de 200 enregistrements parmi lesquels Johnny Cash, Willie Nelson, Jerry Lee Lewis et le télévangéliste Jimmy Swaggart. 

En 1986, il quitte Nashville pour New York où, à côté de sessions  de studio, il fréquente la scène downtown et plus particulièrement John Zorn.

Feldman a souvent travaillé avec Sylvie Courvoisier, John Abercrombie, avec qui il joue et enregistre depuis 1998, Dave Douglas, Uri Caine, Billy Hart. Il collabore aussi avec Michael Brecker, Lee Konitz, Joe Lovano, John Flansburgh et Chris Potter. Il a été membre du Arcado String Trio (avec Mark Dresser et Hank Roberts ou Ernst Reijseger). Il a accompagné en tournée Pharoah Sanders, Ray Anderson, Bill Frisell, Dave Douglas, entre autres.

Il a joué en première mondiale le concerto pour violon de Guus Janssen avec le Netherlands Radio Philharmonic Orchestra, et le Concerto for Violin and Jazz Orchestra de Bill Dobbins avec le WDR Big Band de Cologne.

Il est marié à la pianiste suisse Sylvie Courvoisier.

## Discographie

### Sous son nom
- Music for Violin Alone, 1995 (Tzadik)
- Book of Tells, 2005 (Enja)
- What Exit, 2005 (ECM)

### Avec Sylvie Courvoisier
- Abaton, 2003 (ECM)
- Lonelyville, 2007 (Intakt)

#### En duo
- Music for Violin and Piano, 1999 (Avant)
- Masada Recital, 2004 (Tzadik)
- Malphas: Book of Angels Volume 3, 2006 (Tzadik)
- Oblivia, 2010 (Tzadik)
- Live at Théâtre Vidy-Lausanne, 2013 (Intakt)

#### En quatuor
- To Fly to Steal, 2010 (Intakt)
- Hôtel du nord, 2011 (Intakt)
- Birdies for Lulu, 2014 (Intakt)

### Avec le Arcado String Trio
- Arcado String Trio, 1989, 2003 (JMT / Winter & Winter)
- Behind The Myth, 1991, 2003 (JMT / Winter & Winter)
- For Three Strings And Orchestra, 1992, 2004 (JMT / Winter & Winter)
- Green Dolphy Suite, 1995 (Enja)
- Live In Europe, 1996 (DIW)

### Avec John Zorn

#### Masada String Trio
- Azazel: Book of Angels Volume 2
- The Circle Maker
- Haborym: Book of Angels Volume 16
- 50th Birthday Celebration Volume One

#### Bar Kokhba
- The Circle Maker
- 50th Birthday Celebration Volume Eleven
- Lucifer: Book of Angels Volume 10

#### Autres
- The String Quartets
- Bar Kokhba
- Cobra: John Zorn's Game Pieces Volume 2
- Duras: Duchamp
- Kristallnacht
- The Big Gundown
- Filmworks II
- Filmworks VI: 1996
- Filmworks VIII: 1997
- Filmworks XI: Secret Lives
- Filmworks XII: Three Documentaries
- Filmworks XVIII: The Treatment
- Filmworks XX: Sholem Aleichem
- The Concealed

### Collaborations
- Chromatic Persuaders, 1997 (Timescraper)
- Secrets, 2009 (Tzadik)
- Echoes of freedom - 2016, Jean-Luc "Oboman" Fillon, François Méchali, Mark Feldman, François Merville